# Oreopasites barbarae
Oreopasites barbarae är en biart som beskrevs av Rozen 1992. Oreopasites barbarae ingår i släktet Oreopasites och familjen långtungebin. Inga underarter finns listade i Catalogue of Life.